# Бишну Чаран Гош
Бишну Чаран Гош (24 июня 1903 — 9 июля 1970) — индийский культурист и хатхайоги. Большую часть жизни он провёл в Калькутте (Индия). Бишну Чаран Гош приходился младшим братом йогу Парамахансе Йогананда автору культовой книги ‘Автобиография йога’ написанной в 1946 году.
Знания Бишну Гоша и его уникальный контроль над телом сделали его прекрасным учителем йоги. В 1923 году он основал ‘Колледж йоги и физической культуры’ в Калькутте. Его труды повлияли на развитие современной йоги и физической культуры в Индии, а Бикрам Чоудхури создал свою бикрам йогу на основе его учения.
Бишну Чаран Гош является автором двух книг.
Ежегодные чемпионаты по йоге, проводящиеся в городе Лос-Анджелес, названы в его честь ‘Кубком Бишну Чарана Гоша’.

## Жизнь
Бишну Чаран Гош (Bishnu Charan Ghosh) родился в семье йогов в 1903 году. В семье Гош практиковали крийя йогу. Отец Бишну Чаран Гоша, Бхагабати Чаран Гош (Bhagabati Charan Ghosh), изучал крийя йогу у Лахири Махасайя (Sri Lahiri Mahashay). Бхагабати Чаран Гош был вице-президентом Бенгальско-Нагпурской железной дороги, а мать, Гьяна Прабха Гош (Gyana Prabha Ghosh), — домохозяйкой. Оба родителя принадлежали к касте кшатриев. Старший брат Бишну Чаран Гоша, Мукунда Лал Гош, известный миру как Парамаханса Йогананда (Paramahansa Yogananda), стал впоследствии всемирно известным учителем крийя йоги .
Бишну Чаран Гош приобщился к изучению крийя йоги под влиянием отца и старшего брата. Йогананда познакомил Бишну Гоша с йогой в своей школе для мальчиков Ранчи в Бенгалии, где он был одним из первых семи учеников. Будучи молодым человеком, несколько худощавым и нездоровым, Гош заинтересовался также силовыми упражнениями, которые были распространены в Калькутте, где большую часть жизни проживала его семья. Упражнения имели форму индийской гимнастики байам, весьма популярной в то время.
К 1920 году Бишну Гош состоял во Всебенгальской ассоциации физической культуры и основал свой собственный гимнастический зал. В 1923 году в возрасте двадцати лет, Гош открыл в Калькутте ‘Колледж йоги и физической культуры’. Колледж функционирует по состоянию на апрель 2022 года и им руководит внучка Бишну Гоша Муктамала Гош.
В 1925 году Бишну Гош окончил Калькуттский университет, его специализацией стала традиционная индийская физическая культура, второй его специализаций было право. Он владел двумя европейскими языками — английским и немецким. К этому времени Бишну Гош окончательно разработал собственную систему тренировок, основанную на 84 позах классической йоги и силовых упражнениях, практиковал ее, демонстрируя удивительные примеры физической силы и контроля над телом . В 1930 году в соавторстве с K.C.Sen Gupta Бишну Гош опубликовал книгу ‘Muscle Control and Barbell Exercise’.
В начале 30-х годов прошлого века Бишну Гош и его брат Парамаханса Йогананда посетили США, где проводили лекции по философии йоги и демонстрации упражнений йоги и бодибилдинга. Этот визит вызвал большую заинтересованность американцев. Оба брата были приглашены в Белый дом на встречу с президентом Рузвельтом. Видеосъемки, сделанные во время этого визита, использованы в документальном фильме ‘Awake: The Life of Yogananda’ (США, 2014).
В 1961 году Гхош опубликовал книгу ‘Yoga cure’.
Известный своей способностью замечать таланты и развивать их, он обучил многих учеников, которые сами стали великими учителями.
Бишну Гхош скончался 9 июля 1970 года. Он покинул тело, использовав махасамадхи, как и его старший брат 7 марта 1952 года.

## Наследие
Бишну Чаран Гош стоял у истоков мировых соревнований по бодибилдингу. Он придумал и создал чемпионат Мистер Вселенная (Mr.Universe), проводящийся ежегодно в Великобритании, и был его первым судьей в 1948 г. Бишну Гош являлся членом Международного олимпийского комитета и Международной федерации бодибилдинга, а также был приглашенным профессором Университета Колумбия США с 1939 года. Кроме Великобритании и США Бишну Гош также посещал Японию, распространяя свои знания и опыт.
Кубок Международного ежегодного чемпионата по йога-спорту, проводимого в Лос-Анжелесе носит имя Бишну Гоша. Чемпионат начал проводиться с 2003 года в его честь.
При жизни Бишну Гош основал терапевтическую клинику, позднее переименованную в ‘Институт йоготерапии’ в своем родном городе Калькутта и лечил сограждан методами йогатерапии.
Он основал 'Колледж Йоги и физической культуры’ в Калькутте, где преподавал свою уникальную программу, основанную на 84 позах йоги. Система поз и физических упражнений, преподаваемых в ‘Коледже йоги и физической культуры’ Бишну Гоша получила название Ghosh йоги. 'Колледж Йоги и физической культуры’  хранит секреты практики в традиции Ghosh йоги, являясь семейным предприятием. В 2023 году колледжу исполняется 100 лет.
Одним из известных учеников 'Колледжа Йоги и физической культуры’ был Буддха Бос (Buddha Bose). Он демонстрировал эффективность техник своего учителя и выполнял позы йоги во время лекций Бишну Гоша в Индии, Японии и США. В 2015 году опубликована считавшаяся утраченной книга Буддха Боса ‘84 asanas’.
Бикрам Чоудхури(Bikram Choudhury) — ещё один знаменитый ученик Бишну Гоша. Бикрам поступил в 'Колледж Йоги и физической культуры’ и практиковал йогу ежедневно. В 17 лет Бикрам повредил колено во время тяжелой атлетики и врачи сказали ему, что он больше никогда не будет ходить. Бикрам вернулся в колледж Бишну Гоша, где вылечил травму с помощью йоги. По просьбе Бишну Гоша Бикрам открыл несколько школ йоги в Индии; они стали настолько успешными, что Бикрам отправился в Японию и открыл ещё две. За этим последовал успех Бикрама в США.
Монотош Рой (Monotosh Roy) был также учеником Бишну Гоша, практиком йоги и индийским
культуристом, который в 1951 году завоевал титул Мистера Вселенной. Рой был первым индийцем и азиатом, получившим этот титул.
Гури Шанкар Мукерджи (GSM) (Gouri Shankar Mukerji) был звездным учеником, близким другом и личным врачом Гоша в 1940-х, 50-х и 60-х годах. К этому периоду их цель как йогов была сосредоточена на том, чтобы принести здоровье обычным людям по всей Бенгалии (своей родине). GSM уехал на несколько лет в Германию, чтобы стать доктором медицины, и написал книгу ‘84 yoga asanas from Bishnu Ghosh yoga lineage’ с описанием 84 поз вместе с обширными медицинскими объяснениями. Это было одно из первых научных исследований физиологических эффектов йоги.
Прем Сундар Дас (Prem Sundar Das) — опытный практик и исследователь терапевтического эффекта Ghosh йоги. Доктор П. С. Дас до своей смерти в декабре 2021 работал в 'Колледже Йоги и физической культуры’ Гоша в качестве основного специалиста по йогатерапии. Многие йоги на Западе знают его по выступлениям на учительских тренингах Бикрама Чоудхури. Он является автором книги ‘Yoga Panacea’.

## Книги
- B.C. Ghosh and K.C. Sen Gupta: Muscle Control and Barbell Exercise. College of Physical Education, Calcutta, 1930.
- B.C. Ghosh: Yoga Cure. Yoga Cure Institute, Calcutta, 1961.